# Anselmo Duarte
Anselmo Duarte (Salto, 21 aprile 1920 – San Paolo, 7 novembre 2009) è stato un regista, sceneggiatore e attore brasiliano.
Vinse la Palma d'oro al Festival di Cannes 1962 per il film La parola data che fu anche nominato all'Oscar al miglior film straniero.
Ebbe 4 figli, nati dal matrimonio con l'attrice Ilka Soares.
Morì nel 2009 in seguito a un ictus, ma le sue condizioni di salute erano già molto precarie da diversi anni a causa della malattia di Alzheimer e di un tumore alla vescica.

## Filmografia

### Attore

#### Cinema
- Querida Susana, regia di Alberto Pieralisi (1947)
- Inconfidência Mineira, regia di Carmen Santos (1948)
- Terra Violenta, regia di Edmond F. Bernoudy (come Edmond Francis Bernoudy), Paulo Machado (1949)
- Pinguinho de Gente, regia di Gilda de Abreu (1949)
- Não Me Digas Adeus, regia di Luis Moglia Barth (1949)
- O Caçula do Barulho, regia di Riccardo Freda (1949)
- Carnaval no Fogo, regia di Watson Macedo (1949)
- Aviso aos Navegantes, regia di Watson Macedo (1950)
- A Sombra da Outra, regia di Watson Macedo (1950)
- Maior Que o Ódio, regia di José Carlos Burle (1951)
- Tico-tico no fubá, regia di Adolfo Celi (1952)
- Appassionata, regia di Fernando De Barros (1952)
- Veneno, regia di Gianni Pons (1952)
- Sinha Moca, la dea bianca (Sinhá Moça), regia di Tom Payne e Oswaldo Sampaio (1955)
- Carnaval em Marte, regia di Watson Macedo (1955)
- Sinfonia Carioca, regia di Watson Macedo (1955)
- Depois Eu Conto, regia di José Carlos Burle, Watson Macedo (1956)
- O Diamante, regia di Euripides Ramos (1956)
- Absolutamente Certo, regia di Anselmo Duarte (1957)
- Arara Vermelha, regia di Tom Payne (1957)
- O Cantor e o Milionário, regia di José Carlos Burle (1958)
- Marisol la piccola madrilena, regia di Luis Lucia (1960)
- As Pupilas do Senhor Reitor, regia di Perdigão Queiroga (1961)
- O Caso dos Irmãos Naves, regia di Luiz Sérgio Person (1967)
- A Espiã Que Entrou em Fria, regia di Sanin Cherques (1967)
- A Madona de Cedro, regia di Carlos Coimbra (1968)
- Juventude e Ternura, regia di Aurélio Teixeira (1968)
- Independência ou Morte, regia di Carlos Coimbra (1972)
- O Marginal, regia di Carlos Manga (1974)
- Noiva da Noite - o Desejo de 7 Homens, regia di Lenita Perroy (1974)
- A Casa das Tentações, regia di Rubem Biafora (1975)
- Ninguém Segura Essas Mulheres, regia collettiva (1976) - (episodio: Marido Que Volta Deve Avisar)
- Já Não Se Faz Amor Como Antigamente, regia di Anselmo Duarte, John Herbert, Adriano Stuart (1976) - (episodio: Oh! Dúvida Cruel)
- Paranóia, regia di Antonio Calmon (1977)
- Embalos Alucinantes, regia di José Miziara (1978)
- Tensão no Rio, regia di Gustavo Dahl (1982)
- Brasa Adormecida, regia di Djalma Limongi Batista (1987)

#### Televisione
- Feijão Maravilha – serie TV, 1 episodio (1979)
- Adolfo Celi, un uomo per due culture, regia di Leonardo Celi – documentario (2006) – se stesso

### Sceneggiatore
- Carnaval no Fogo, regia di Watson Macedo (1949)
- Amei um Bicheiro, regia di Jorge Ileli, Paulo Wanderley (1953)
- Carnaval em Marte, regia di Watson Macedo (1955)
- Depois Eu Conto, regia di José Carlos Burle, Watson Macedo (1956)
- Absolutamente Certo, regia di Anselmo Duarte (1957)
- As Pupilas do Senhor Reitor, regia di Perdigão Queiroga (1961)
- La parola data (O Pagador de Promessas), regia di Anselmo Duarte (1962)
- Vereda de Salvação, regia di Anselmo Duarte (1965)
- Quelé do Pajeú, regia di Anselmo Duarte (1969)
- O Impossível Acontece, regia di C. Adolpho Chadler, Anselmo Duarte, Daniel Filho (1969)
- Um Certo Capitão Rodrigo, regia di Anselmo Duarte (1971)
- Independência ou Morte, regia di Carlos Coimbra (1972)
- O Descarte, regia di Anselmo Duarte (1973)
- Ninguém Segura Essas Mulheres, regia di Anselmo Duarte, José Miziara, Jece Valadão, Harry Zalkowistch (1976)
- Já Não Se Faz Amor Como Antigamente, regia di Anselmo Duarte, John Herbert, Adriano Stuart (1976)
- O Crime do Zé Bigorna, regia di Anselmo Duarte (1977)
- O Caçador de Esmeraldas, regia di Oswaldo de Oliveira (1979)

### Regista
- Absolutamente Certo (1957)
- La parola data (O Pagador de Promessas) (1962)
- Vereda de Salvação (1965)
- Quelé do Pajeú (1969)
- O Impossível Acontece (1969)
- Um Certo Capitão Rodrigo (1971)
- O Descarte (1973)
- Ninguém Segura Essas Mulheres (1976)
- Ja Nao Se Faz Amore Como Antigamente (1976)
- O Crime do Zé Bigorna (1977)
- Os Trombadinhas (1979)